# Poul Schlüter
Poul Holmskov Schlüter (Tønder, 3 april 1929 – 27 mei 2021) was een Deens conservatief politicus die van 1982 tot 1993 premier van Denemarken was.

## Levensloop
Hij was het eerste lid van de Conservatieve Volkspartij dat premier werd, evenals de eerste conservatief die het ambt bekleedde sinds 1901.
Geboren in Tønder, Zuid-Jutland, studeerde hij af aan de Universiteit van Kopenhagen in 1957 met een graad in de rechten, en trad hij toe tot de balie in 1960. Schlüter was lid van de Folketing (Deense parlement) voor de Conservatieve Volkspartij van 1964 tot 1994. Hij was ook voorzitter van de Conservatieve Volkspartij van 1974 tot 1977 en van 1981 tot 1993.
Na zijn pensionering als premier in 1993, was Schlüter van 1994 tot 1999 lid van het Europees Parlement, de eerste drie jaar als vicevoorzitter van het orgaan.

## Privéleven
Op 21 juli 1989, toen hij nog premier was, trouwde hij met de Deense balletdanser Anne Marie Vessel. Schlüter overleed op 92-jarige leeftijd.
- Bibliothèque nationale de France: cb140393292 (data)
- Gemeinsame Normdatei: 121917797
- International Standard Name Identifier: 0000 0000 5187 944X
- Library of Congress Control Number: n81026074
- LIBRIS: 266971
- Système universitaire de documentation: 031639739
- Virtual International Authority File: 66528245
- WorldCat: E39PBJtMpmtVXdWmWcYYQmR9Xd